# لارا رودريغوس
لارا رودريغوس (بالبرتغالية: Lara Rodrigues‏) هي ممثلة برازيلية، ولدت في 22 ديسمبر 1990 في جويز دي فورا في البرازيل.

## وصلات خارجية
- لارا رودريغوس على موقع IMDb (الإنجليزية)
- لارا رودريغوس على موقع روتن توميتوز (الإنجليزية)
- لارا رودريغوس على موقع قاعدة بيانات الفيلم (الإنجليزية)